# Sveržov
Sveržov je obec na Slovensku v okrese Bardejov. Žije zde 617 obyvatel., první písemná zmínka pochází z roku 1355. Nachází se zde římskokatolický kostel svatého Martina z Tours z roku 1828 a také evangelický kostel.